# Albert Samain
Albert Victor Samain  (ur. 3 kwietnia 1858 w Lille, Flandria, płn. Francja, zm. 18 sierpnia 1900 w Magny-les-Hameaux, pod Paryżem, Francja) – francuski poeta i pisarz; symbolista.

## Zarys biograficzny

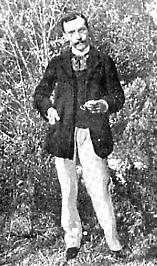
Albert Samain

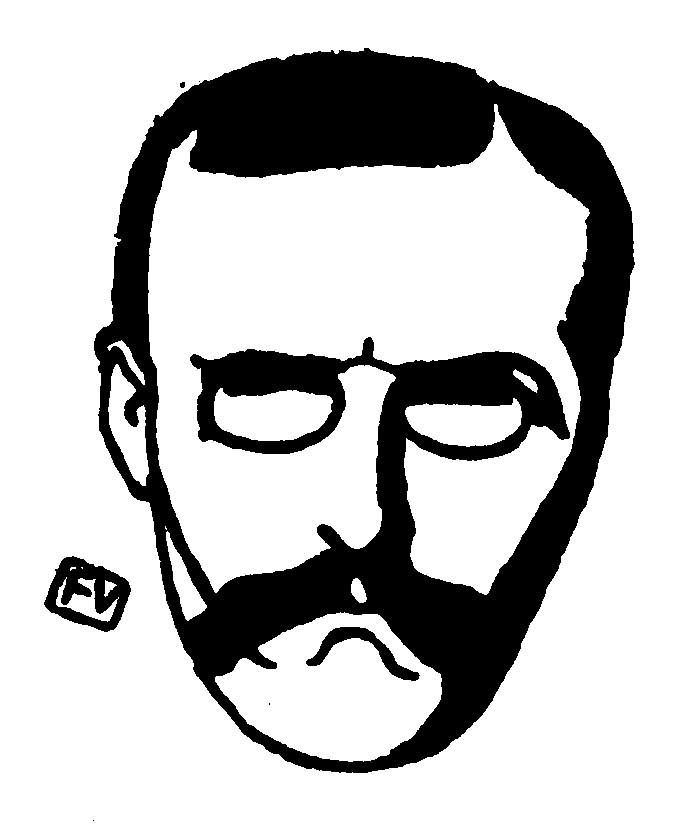
Albert Samain w karykaturze Félixa Vallottona, ok. 1896.

W wieku 14 lat z powodu śmierci ojca musiał przerwać naukę i podjąć pracę w handlu. W 1880 przeniósł się do Paryża, gdzie zdobył popularność swoimi próbami poetyckimi. Zaczął obracać się w towarzystwie literackiej awangardy, recytował swoje wiersze m.in. w kabarecie Le Chat Noir.
W jego twórczości wyraźny jest wpływ poezji Charles’a Baudelaire’a, także Paula Verlaine’a. Był jednym z założycieli czasopisma literackiego Mercure de France, współpracował też z czasopismem Revue des Deux Mondes.
Zmarł na gruźlicę po zaledwie kilku latach pracy twórczej.
Na język polski utwory Samaina tłumaczyły poetki Młodej Polski: Bronisława Ostrowska i Kazimiera Zawistowska.

## Dzieła
- Au jardin de l’Infante (W ogrodzie Infantki, 1893)
- Aux flancs du vase (Na brzegach wazy, 1898)
- Polyphème (Polifem, wyd. pośm. 1902)
- Hyalis, le petit faune aux yeux bleus (Hyalis, mały faun o niebieskich oczach, wyd. pośm. 1909)